# FreeCol
FreeCol é um jogo de simulação em que o jogador deve estabelecer uma nação e torná-la independente. Lançado sob a  GNU General Public License, FreeCol é distribuído em Código aberto. A proposta dos criadores é desenvolver o jogo gradualmente, chegando à versão 1.0.0 como um clone exato de Colonization de Sid Meier. Após, isso o desenvolvimento da versão 2.0.0 terá início, visando acrescentar ao jogo novas e inéditas características, dentro do que um eventual "Colonization 2" poderia ser.
FreeCol é programado em Java e por isso é multiplataforma. Funciona nos sistemas mais populares: Linux e Windows e também em Mac OS X (com algumas limitações).
Em fevereiro de 2007, foi o Projecto do mês no SourceForge.net.

## Tradução
A tradução para o jogo é feita de forma online através do site translatewiki.net

## Lista de mudanças na versão 0.11.6
- Alguns problemas foram corrigidos, como a mudança de Java 7 para 8, que corrigiu alguns problemas presenciados por usuários do Mac.
- Alguns bugs foram corrigidos, que foram reportados (43 reportes) desde a versão 0.11.5.

Para mais informações, veja as notas de mudança(Inglês): https://sourceforge.net/p/freecol/wiki/0.11.6%20Release%20Notes/

## Lista de mudanças na versão 1.2.0.
- Grande reformulação do painel da colônia com imagens de fundo e outros estilos.
- Desempenho de renderização aprimorado, especialmente ao rolar ou mover unidades.
- Permitir a rolagem além das bordas de um mapa para que os blocos de borda também possam ser colocados em foco.
- O arrastar de unidades agora só pode ser iniciado clicando na unidade (para reduzir a probabilidade de goto-orders acidentais). Além disso, o arrastar agora pode ser iniciado para unidades que não são a unidade ativa no momento.
- 6688 sequências de tradução atualizadas (no total) para 38 idiomas.
- Alguns bugs de versões anteriores foram corrigidos.

Para mais informações, veja as notas de mudança(Inglês): https://github.com/FreeCol/freecol/releases/tag/v1.2.0